# Oisseau-le-Petit
Oisseau-le-Petit és un municipi francès situat al departament del Sarthe i a la regió de País del Loira. L'any 2007 tenia 689 habitants.

## Demografia

### Població
El 2007 la població de fet d'Oisseau-le-Petit era de 689 persones. Hi havia 267 famílies de les quals 70 eren unipersonals (25 homes vivint sols i 45 dones vivint soles), 82 parelles sense fills, 94 parelles amb fills i 21 famílies monoparentals amb fills.
La població ha evolucionat segons el següent gràfic:
Habitants censats

### Habitatges
El 2007 hi havia 304 habitatges, 273 eren l'habitatge principal de la família, 17 eren segones residències i 15 estaven desocupats. 290 eren cases i 11 eren apartaments. Dels 273 habitatges principals, 201 estaven ocupats pels seus propietaris, 61 estaven llogats i ocupats pels llogaters i 11 estaven cedits a títol gratuït; 1 tenia una cambra, 12 en tenien dues, 47 en tenien tres, 60 en tenien quatre i 153 en tenien cinc o més. 220 habitatges disposaven pel capbaix d'una plaça de pàrquing. A 117 habitatges hi havia un automòbil i a 131 n'hi havia dos o més.

### Piràmide de població
La piràmide de població per edats i sexe el 2009 era:
| Homes | Edats   | Dones |
| ----- | ------- | ----- |
| 0     | 95 o +  | 0     |
| 0     | 90 a 94 | 4     |
| 0     | 85 a 89 | 4     |
| 0     | 80 a 84 | 4     |
| 8     | 75 a 79 | 16    |
| 4     | 70 a 74 | 16    |
| 24    | 65 a 69 | 16    |
| 20    | 60 a 64 | 12    |
| 12    | 55 a 59 | 12    |
| 36    | 50 a 54 | 32    |
| 20    | 45 a 49 | 28    |
| 16    | 40 a 44 | 20    |
| 28    | 35 a 39 | 20    |
| 32    | 30 a 34 | 40    |
| 32    | 25 a 29 | 16    |
| 16    | 20 a 24 | 12    |
| 16    | 15 a 19 | 12    |
| 32    | 10 a 14 | 20    |
| 36    | 5 a 9   | 40    |
| 40    | 0 a 4   | 20    |

## Economia
El 2007 la població en edat de treballar era de 424 persones, 329 eren actives i 95 eren inactives. De les 329 persones actives 305 estaven ocupades (160 homes i 145 dones) i 24 estaven aturades (10 homes i 14 dones). De les 95 persones inactives 48 estaven jubilades, 21 estaven estudiant i 26 estaven classificades com a «altres inactius».

### Ingressos
El 2009 a Oisseau-le-Petit hi havia 277 unitats fiscals que integraven 688 persones, la mediana anual d'ingressos fiscals per persona era de 16.738,5 €.

### Activitats econòmiques
Dels 18  establiments que hi havia el 2007, 2 eren d'empreses extractives, 1 d'una empresa alimentària, 2 d'empreses de construcció, 5 d'empreses de comerç i reparació d'automòbils, 1 d'una empresa d'hostatgeria i restauració, 2 d'empreses immobiliàries, 2 d'empreses de serveis, 2 d'entitats de l'administració pública i 1 d'una empresa classificada com a «altres activitats de serveis».
Dels 6 establiments de servei als particulars que hi havia el 2009, 1 era una gendarmeria, 2 tallers de reparació d'automòbils i de material agrícola, 1 fusteria, 1 electricista i 1 restaurant.
Dels 2 establiments comercials que hi havia el 2009, 1 era una fleca i 1 una carnisseria.
L'any 2000 a Oisseau-le-Petit hi havia 12 explotacions agrícoles que ocupaven un total de 581 hectàrees.

## Equipaments sanitaris i escolars
L'únic equipament sanitari que hi havia el 2009 era una ambulància.
El 2009 hi havia una escola elemental integrada dins d'un grup escolar amb les comunes properes formant una escola dispersa.

## Poblacions més properes
El següent diagrama mostra les poblacions més properes.